# Hans-Josef Becker
Hans-Josef Becker (Warstein, 8 giugno 1948) è un arcivescovo cattolico tedesco, dal 1º ottobre 2022 arcivescovo emerito di Paderborn.

## Biografia
Hans-Josef Becker è nato l'8 giugno 1948 a Warstein, land della Renania Settentrionale-Vestfalia ed arcidiocesi di Paderborn, nell'allora zona di occupazione britannica della Germania (oggi nella parte centro-occidentale della Repubblica Federale di Germania).

### Formazione e ministero sacerdotale
Dopo aver ricevuto l'istruzione primaria, ha iniziato quella secondaria nel liceo scientifico di Rüthen, ottenendo il diploma nel 1967; in seguito ha cominciato un corso per la formazione degli insegnanti, conseguendo il secondo esame di stato per l'abilitazione nel 1972. Sentendo maturare la vocazione al sacerdozio, poco dopo si è iscritto in seminario ed ha studiato filosofia e teologia prima a Paderborn e poi a Monaco di Baviera. Al termine della formazione, ha ricevuto l'ordinazione sacerdotale l'11 giugno 1977 per imposizione delle mani di Johannes Joachim Degenhardt, arcivescovo metropolita di Paderborn; si è incardinato, ventinovenne, come presbitero della medesima arcidiocesi.
Poco dopo l'ordinazione gli è stato affidato il primo incarico pastorale come vicario parrocchiale nella chiesa di San Bonifacio a Paderborn per quattro anni. Nel 1981 è stato trasferito come amministratore parrocchiale nella chiesa di San Niccolò a Lippstadt, divenendone in seguito parroco nel 1987; nel 1992 è stato eletto anche decano del decanato di Lippstadt. Nel 1995 ha assunto la direzione del dipartimento centrale (oggi dipartimento per il personale pastorale) del vicariato generale dell'arcidiocesi di Paderborn.

### Ministero episcopale

#### Vescovo ausiliare di Paderborn
Il 9 dicembre 1999 papa Giovanni Paolo II lo ha nominato, cinquantunenne, vescovo ausiliare di Paderborn assegnandogli contestualmente la sede titolare di Vina. Ha ricevuto la consacrazione episcopale il 23 gennaio 2000 per imposizione delle mani di Johannes Joachim Degenhardt, arcivescovo metropolita di Paderborn e futuro cardinale, avendo come co-consacranti i vescovi ausiliari Heinz Josef Algermissen, vescovo titolare di Labico, e Reinhard Marx, vescovo titolare di Pedena e futuro cardinale.
In ambito arcidiocesano, oltre a rimanere incaricato della direzione del personale pastorale, è divenuto vicario episcopale per la formazione dei sacerdoti e, dall'inizio del 2002, è stato anche membro del Capitolo della cattedrale di Paderborn; lo stesso anno è stato nominato membro onorario dell'Associazione studentesca cattolica tedesca.

#### Arcivescovo metropolita di Paderborn

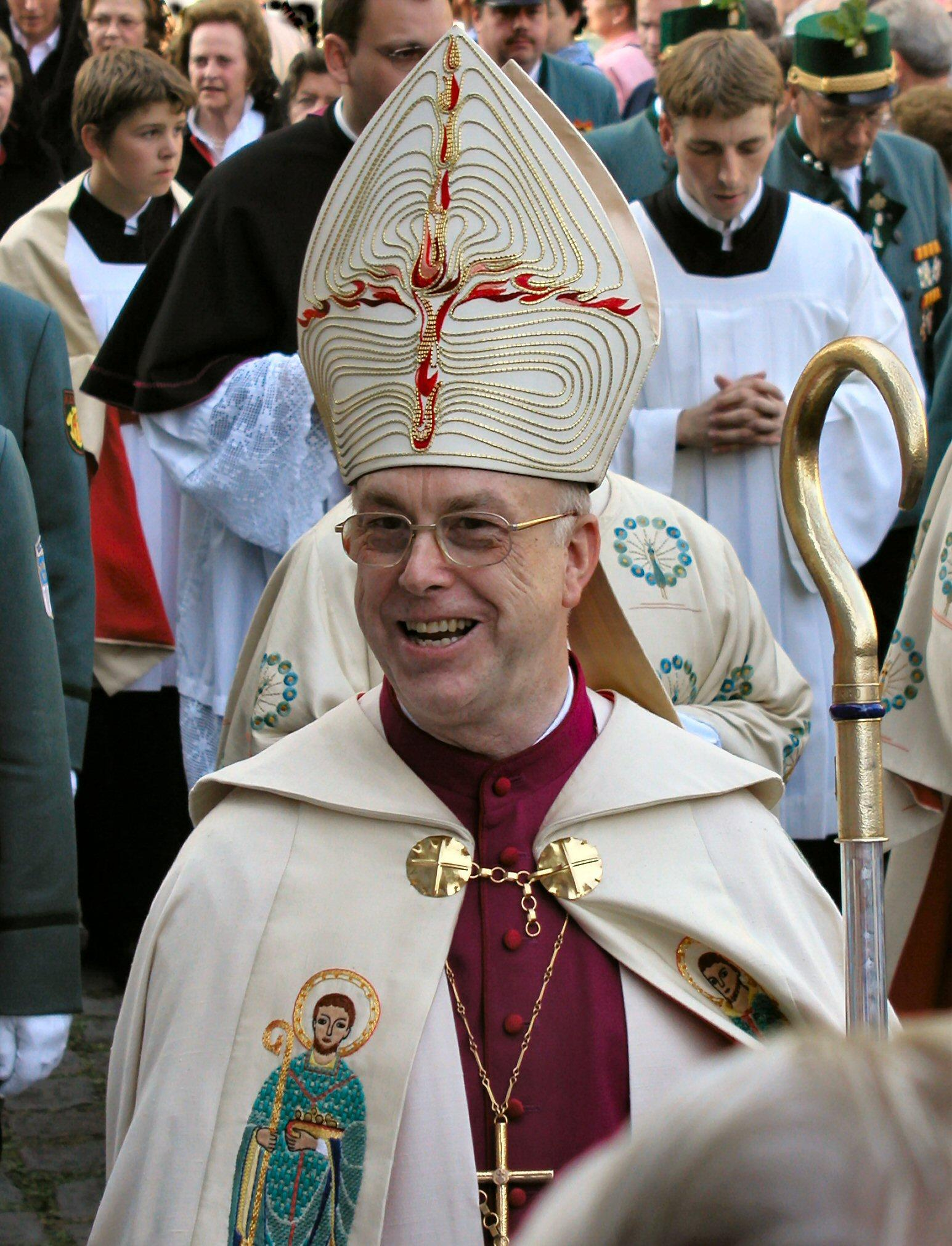
Mons. Becker durante la reposizione delle reliquie di San Liborio il 29 luglio 2003.

Dopo la morte del settantaseienne cardinale Degenhardt, avvenuta il 25 luglio 2002, il capitolo metropolitano lo ha nominato amministratore diocesano e l'anno successivo, in base all'ancora vigente Concordato con la Prussia della Santa Sede (1929), lo stesso capitolo lo ha eletto come nuovo ordinario. Il 3 luglio 2003 papa Giovanni Paolo II ha confermato la sua elezione e lo ha promosso, cinquantacinquenne, arcivescovo metropolita di Paderborn. Ha preso possesso dell'arcidiocesi durante una cerimonia svoltasi nella cattedrale di Santa Maria, San Liborio e San Chiliano a Paderborn il 28 settembre successivo. Inoltre è divenuto cancelliere della Facoltà teologica diocesana.
L'8 gennaio 2004 è stato ricevuto in udienza privata dal papa, mentre il 29 giugno seguente, giorno della solennità dei Santi Apostoli Pietro e Paolo, si è recato presso la basilica di San Pietro in Vaticano, dove il pontefice gli ha imposto il pallio, simbolo di comunione tra la Santa Sede ed il metropolita.
Nel 2005 è stato nominato cavaliere commendatore dell'Ordine equestre del Santo Sepolcro di Gerusalemme dal cardinale Carlo Furno, gran maestro dell'ordine, ricevendo l'investitura durante una celebrazione svoltasi il 21 maggio dello stesso anno, nella cattedrale di Paderborn, presieduta da Anton Schlembach, vescovo di Spira e gran priore della luogotenenza tedesca. Nel 2016 è divenuto priore dell'Ordine provinciale della Renania Settentrionale-Vestfalia, succedendo ad Heinrich Mussinghoff, vescovo di Aquisgrana.
Nel 2006 ha guidato due pellegrinaggi a Roma, assieme ai fedeli della sua arcidiocesi, per le udienze generali del 24 maggio e del 6 settembre, mentre il 10 novembre successivo si è recato in Vaticano, assieme ad altri membri dell'episcopato tedesco, per la visita ad limina apostolorum, allo scopo di discutere con il pontefice della situazione e dei problemi relativi alla sua arcidiocesi.
Il 6 dicembre 2010 è stato nuovamente ricevuto in udienza privata con il papa.
Nel luglio 2012 è stato nominato dal cardinale Kurt Koch, presidente del Pontificio consiglio per la promozione dell'unità dei cristiani, nuovo copresidente della Commissione internazionale per il dialogo cattolico-vetero-cattolico (IRAD). In un discorso, papa Francesco ha espressamente sottolineato che il lavoro di questa commissione di dialogo svolge un ruolo importante nella comprensione tra la Chiesa cattolica e l'Unione di Utrecht delle Chiese vetero-cattoliche.
Nel 2013 è entrato nella confraternita di Santa Maria dell'Anima, presso l'omonima chiesa di Roma.
In ambito della Conferenza episcopale tedesca è membro dell'assemblea generale e del consiglio permanente; inoltre dal 2006 è presidente della Commissione per l'istruzione e la scuola.
Il 1º ottobre 2022 papa Francesco ha accolto la sua rinuncia al governo pastorale dell'arcidiocesi.

## Genealogia episcopale e successione apostolica
La genealogia episcopale è:
- Cardinale Scipione Rebiba
- Cardinale Giulio Antonio Santori
- Cardinale Girolamo Bernerio, O.P.
- Arcivescovo Galeazzo Sanvitale
- Cardinale Ludovico Ludovisi
- Cardinale Luigi Caetani
- Cardinale Ulderico Carpegna
- Cardinale Paluzzo Paluzzi Altieri degli Albertoni
- Papa Benedetto XIII
- Papa Benedetto XIV
- Papa Clemente XIII
- Cardinale Marcantonio Colonna
- Cardinale Giacinto Sigismondo Gerdil, B.
- Cardinale Giulio Maria della Somaglia
- Cardinale Carlo Odescalchi, S.I.
- Vescovo Eugène de Mazenod, O.M.I.
- Cardinale Joseph Hippolyte Guibert, O.M.I.
- Cardinale François-Marie-Benjamin Richard de la Vergne
- Cardinale Pietro Gasparri
- Arcivescovo Cesare Orsenigo
- Cardinale Lorenz Jäger
- Cardinale Johannes Joachim Degenhardt
- Arcivescovo Hans-Josef Becker

La successione apostolica è:
- Vescovo Manfred Grothe (2004)
- Vescovo Matthias König (2004)
- Vescovo Hubert Berenbrinker (2008)
- Vescovo Dominicus (Michael) Meier, O.S.B. (2015)
- Vescovo Josef Holtkotte (2021)

## Stemma e motto
| Stemma | Blasonatura |
| ------ | --- |
|        | Inquartato: nel I di rosso alla croce d'oro; nel II d'azzurro a sei losanghe d'oro poste in croce latina, addestrate e sinistrate da corna di cervo al naturale; nel terzo d'oro, al flabello d'argento, con le piume di pavone di verde e collarinato dello stesso; al IV d'argento alla croce ancorata di rosso. Ornamenti esteriori da arcivescovo metropolita. Il motto scelto dall'arcivescovo è: In verbo autem tuo. |